# Heavy Metal (revista)
Heavy Metal es una revista de historietas de Fantasía de origen estadounidense, conocida principalmente por su mezcla de fantasía oscura, ciencia ficción y erótica. Ésta fue originada a mediados de los 70', cuando el editor Leonard Mogel se encontraba en París para iniciar la edición francesa de la revista de humor National Lampoon. Allí descubrió la revista francesa de ciencia ficción y fantasía Métal Hurlant, la cual había debutado en diciembre de 1974; el título francés se traduce literalmente como "Metal Aullante". Mogel decidió entonces crear una versión norteamericana de la revista.
Cuando Mogel licenció la versión estadounidense eligió renombrarla como Heavy Metal, y ésta comenzó a serializarse en abril de 1977, como una colorida publicación mensual. Inicialmente, Heavy Metal mostraba traducciones de historias gráficas originalmente publicadas en Métal Hurlant, incluyendo trabajos de Enki Bilal, Jean Giraud (también conocido como Moebius), Philippe Druillet, Milo Manara y Philippe Caza. Más adelante la revista incluyó el ultra-violento RanXerox, de Stefano Tamburini y Tanino Liberatore. Debido a que las páginas en color ya habían sido hechas en Francia, el presupuesto para reproducirlas en la versión de Estados Unidos fue importantemente reducido, lo que resultaba una ventaja para la publicación estadounidense.

## Artistas
Las ilustraciones de alta calidad de la revista Heavy Metal son notables. Trabajos hechos por artistas de las bellas artes como H.R. Giger y Esteban Maroto han sido presentados en las tapas de varios números. La versión ilustrada de Terrance Lindall del clásico poema épico de John Milton, El paraíso perdido, apareció en la revista en 1980 También fueron presentadas muchas historias de larga duración, incluidas las de Richard Corben, Pepe Moreno, Jose Mª Bea y Matt Howarth. El ilustrador Alex Ebel contribuyó con ilustraciones a lo largo de su carrera. La revista está actualmente registrada y publicada por Kevin Eastman, cocreador de Las Tortugas Ninja.
La publicación de la revista francesa finalizó en 1987. Luego fue reiniciada con nuevas publicaciones en julio del 2002, de nuevo bajo el título de Métal Hurlant, y editada ahora por Les Humanoïdes Associés.

## Redactores
Los editores fundadores de la edición Norteamericana de Heavy Metal fueron Sean Kelly y Valerie Marchant. El director de arte y diseñador John Workman llevó a la revista un trasfondo de experiencia en DC Comics y otras publicaciones.
Después de dos años, Mogel sintió que la falta de material de texto era un inconveniente, y en 1979, reemplazó a Kelly y Marchant por Ted White, quien era altamente reconocido en el campo de la ciencia ficción por revitalizar las revistas Amazing Stories y Fantastic entre 1968 y 1978. White y Workman inmediatamente se decidieron a cambiar la apariencia de Heavy Metal, incorporando más historietas de artistas estadounidenses incluyendo a Arthur Suydam, Dan Steffan, Howard Cruse y Bernie Wrightson.
La solución de White para el problema de la falta de texto fue una alineación de columnas por cuatro autoridades en varios aspectos de la cultura popular: Lou Stathis escribió sobre música de rock Jay Kinney en historietas under, mientras Steve Brown hizo reseñas sobre nuevas novelas de ciencia ficción y Bhob Stewart exploró los medios visuales desde films de fantasía hasta animación y espectáculos láser.
En 1980, Julie Simmons-Lynch se hizo cargo como redactor, y su postura sobre el material de texto fue la muestra de no-ficción por conocidos autores como Robert Silverberg, John Shirley y Harlan Ellison. Más tarde, una sección de reseñas etiquetada Dossier fue creada por el editor asociado Brad Balfour, quien se sumó al proyecto para manejar presentaciones de autores como William S. Burroughs y Stephen King. Dossier presentó obras cortas por una variedad de escritores, y fue editado primero por Balfour y luego por Stathis, quien pronto remplazó a Balfour como redactor. Stathis continuó la tradición de enfocarse en figuras de la cultura popular para conectar a la revista al más amplio contexto cultural de moda. También hubo entrevistas con figuras tales como Roger Corman, Federico Fellini, John Sayles y John Waters. Comenzando con el invierno de 1986 Heavy Metal pasó a ser trimestral, continuando hasta marzo de 1989, cuando pasó a ser bimestral. Simmons y Lynch permanecieron como editores hasta 1991 cuando Kevin Eastman adquirió la revista y se volvió editor y redactor.

## Películas
En 1981, un largometraje animado fue adaptado de varias series de la revista. Hecho con un presupuesto de US$9,300,000 y bajo producción durante tres años. Heavy Metal (película) presentó segmentos de animación de muchos diferentes casas de animación con cada una haciendo un segmento de historia unitario. Otra casa animó la historia enmarcadora que ataba juntas todos los diferentes segmentos. Como la revista, la película presentó una gran cantidad de desnudez y violencia gráfica, aunque no hasta el grado visto en la revista. Por ejemplo, en su segmento Den no se mostraban los ostensibles genitales masculinos de su contrapartida impresa. El film presentó talentos televisivos como John Candy, Eugene Levy, Harold Ramis y Ivan Reitman. Le fue razonablemente bien en su lanzamiento en los cines y rápidamente alcanzó estatus de film de culto, parcialmente porque un problema con los derechos de la música que resultaron en un retraso de varios años hasta que la película finalmente se hizo oficialmente disponible para cine hogareño.
Otro largometraje animado alternativamente llamado Heavy Metal 2000 y Heavy Metal: F.A.K.K.², con un presupuesto de $15 millones, fue lanzado el año 2000. Este lanzamiento directo a vídeo no estaba basado en historias de la revista, sino en The Melting Pot, una novela gráfica escrita por Kevin Eastman y dibujada por Simon Bisley, quien basó la apariencia de su protagonista femenino en el modelo desnudo de la modelo y actriz de películas clase B Julie Strain, exesposa de Kevin Eastman. Strain más tarde prestaría su talento vocal a la película representando al personaje modelado sobre la base de ella.
Durante 2008 y 2009, circularon noticias de que David Fincher y James Cameron serían productores ejecutivos y cada uno dirigiría dos de los ocho o nueve segmentos proyectados para un nuevo largometraje de Heavy Metal. Kevin Eastman también dirigiría un segmento al igual que el animador Tim Miller los cineastas Zack Snyder, Gore Verbinski y Guillermo del Toro. De todas formas, Paramount Pictures decidió dejar de financiar el film en agosto del 2009 En 2011, el cineasta Robert Rodriguez anunció en el Comic-Con que había adquirido los derechos de la película y que planeaba desarrollar un nuevo film animado en el Estudio Quick Draw.
Un film intitulado Guerra de los mundos: Goliath, creado como una secuela de la La guerra de los mundos de H. G. Wells y basada en una historia previamente publicada en la revista, esta prevista para ser lanzada en 2012.

## Videojuegos
Heavy Metal 2000 inspiró una secuela en videojuego lanzada en 2000 llamada Heavy Metal: F.A.K.K.². fue desarrollada por Ritual Entertainment.
En 2001, Capcom lanzó Heavy Metal: Geomatrix, un juego de pelea arcade que más tarde hizo su camino a la consola Dreamcast de Sega. Aunque no estaba basado en ningún material específico de Heavy Metal, presentó diseños de personajes del frecuente contribuidor Simon Bisley y un estilo generalmente inspirado por la revista.